# Neuontobotrys robusta
Neuontobotrys robusta là một loài thực vật có hoa trong họ Cải. Loài này được (Chodat & Wilczek) Al-Shehbaz mô tả khoa học đầu tiên năm 2004.